# 알리칸테 10
알리칸테 10은 RSGC6 (Red Supergiant Cluster 6)으로도 알려진 우리 은하에 속한 젊은 무거운 산개성단으로 2012년 2MASS 조사 데이터에서 발견되었다. 현재 성단 내에 8개의 적색 초거성이 확인되었다. 이 성단은 태양으로부터 약 6,000 pc 거리에 있는 방패자리에 위치하고 있으며 우리 은하의 막대의 북쪽 끝과 두 개의 주요 나선팔 중 하나인 방패자리-센타우루스자리 팔의 내부 부분이 교차하는 지점에 위치할 가능성이 높다.
알리칸테 10의 나이는 약 1,600만~2,000만 년으로 추정되며 심하게 가려져 가시광선으로 관측할 수 없다. 관측된 적색초거성들은 II형 초신성 전구별이다. 이 성단은 RSGC1, 스티븐슨 2 (RSGC2), RSGC3, 알리칸테 8 (RSGC4), 알리칸테 7 (RSGC5)로 알려진 다른 적색초거성 무리와 가깝다. 알리칸테 10은 RSGC3의 남쪽으로 16' 정도 떨어진 곳에 위치하며 적색초거성 성단 RSGC3, 알리칸테 7과 알리칸테 10은 RSGC3 복합체의 일부로 보인다. 알리칸테 10의 질량은 태양질량의 약 1만~2만 배로 추산되며 이는 은하계에서 가장 무거운 산개성단 중 하나다.